# Accidente

Diferentes tipos de accidente y su prevalencia según la edad, los datos muestran accidentes graves por cada 1000 habitantes en Dinamarca en 2002.

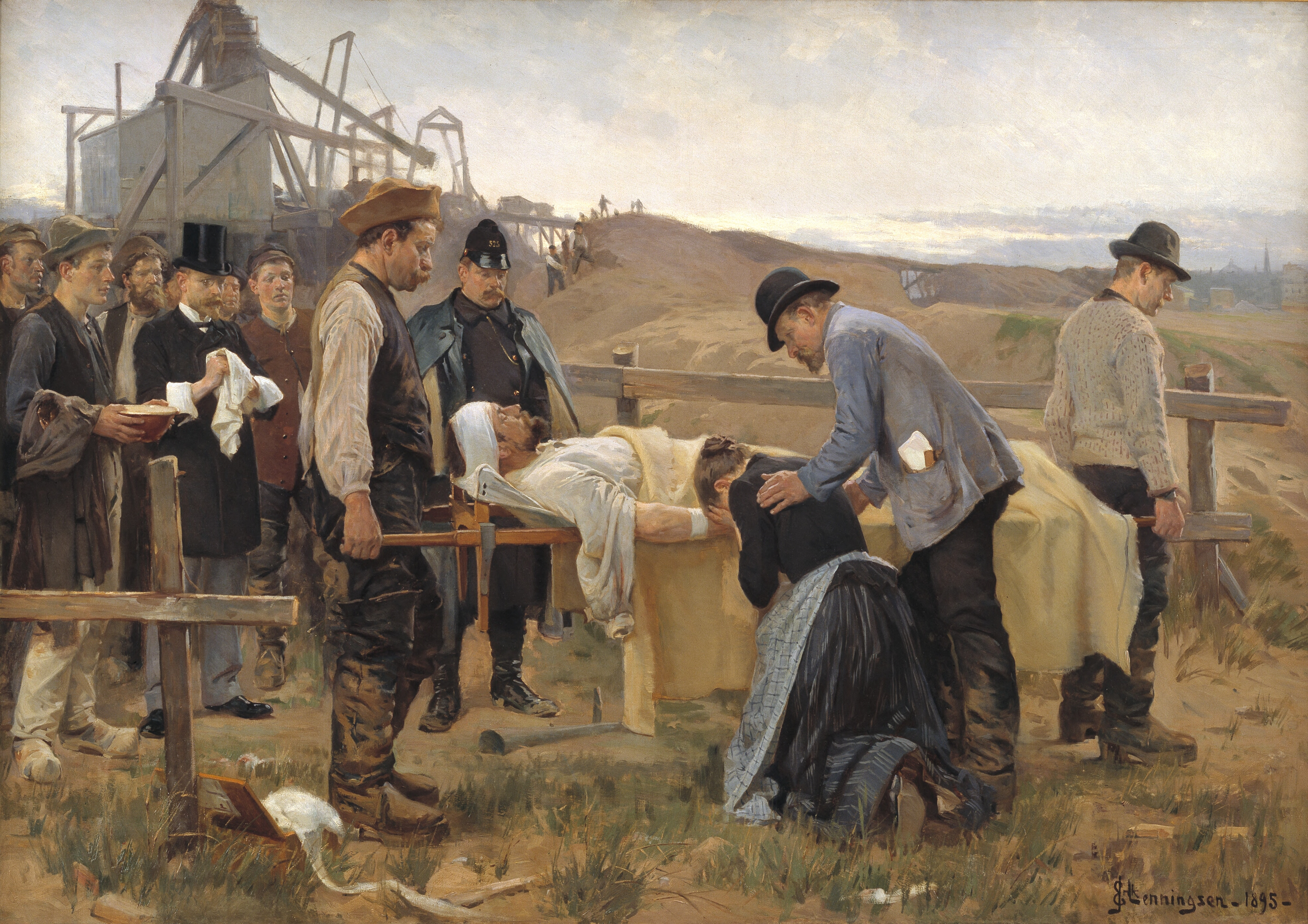
Cuadro que representa un accidente laboral.

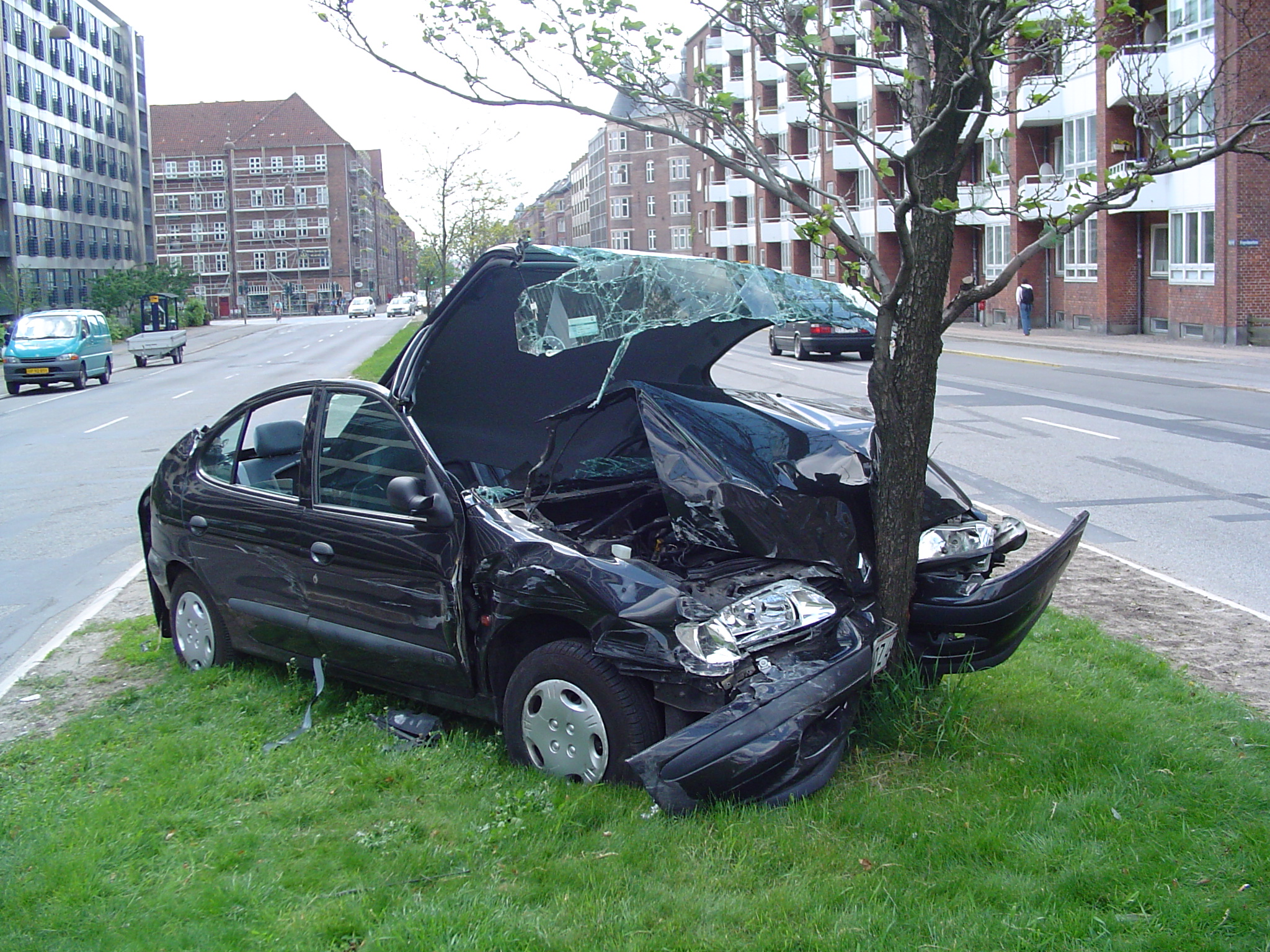
Accidente de tránsito en una calle de Copenhague.

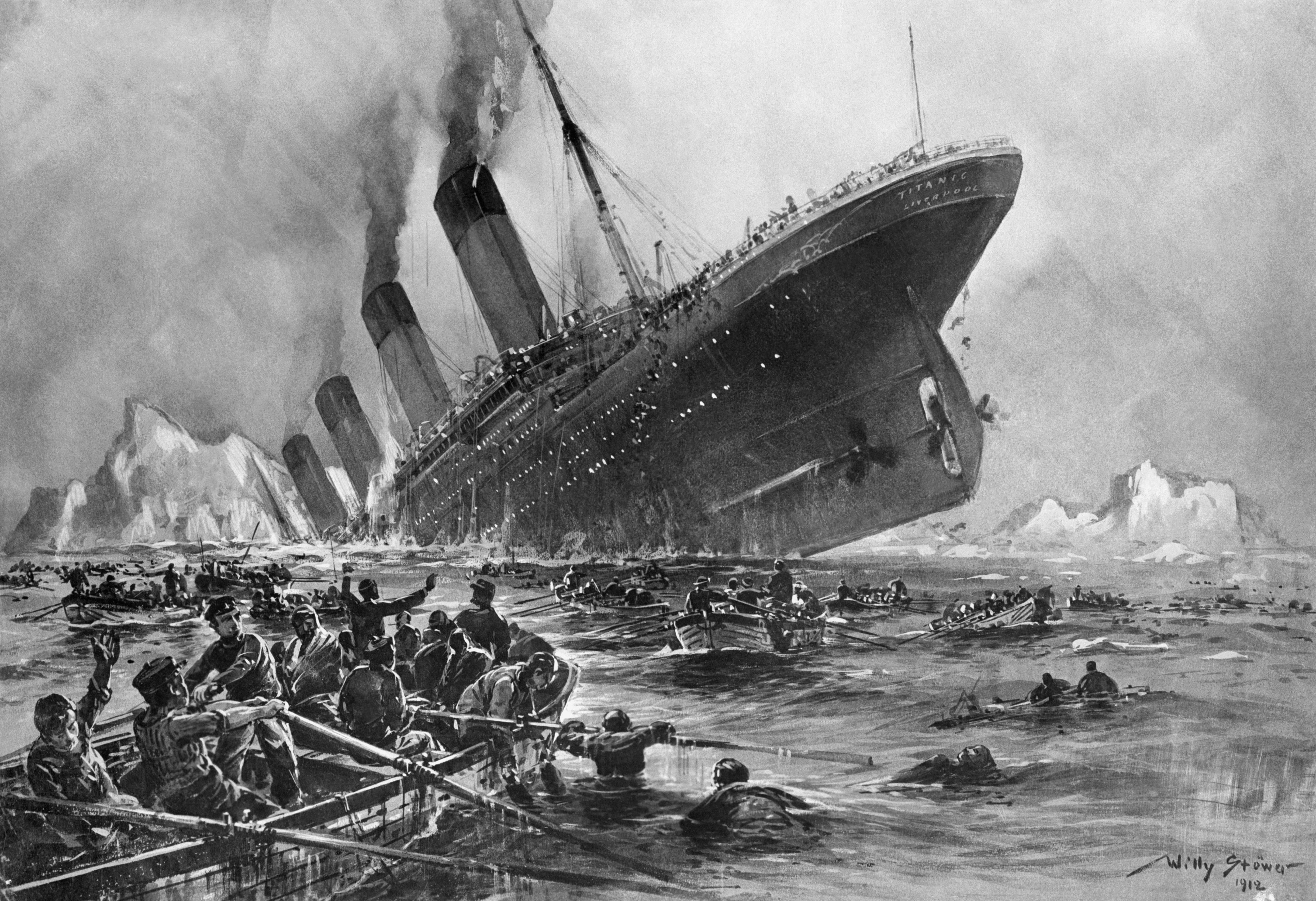
Hundimiento del RMS Titanic tras chocar accidentalmente con un iceberg

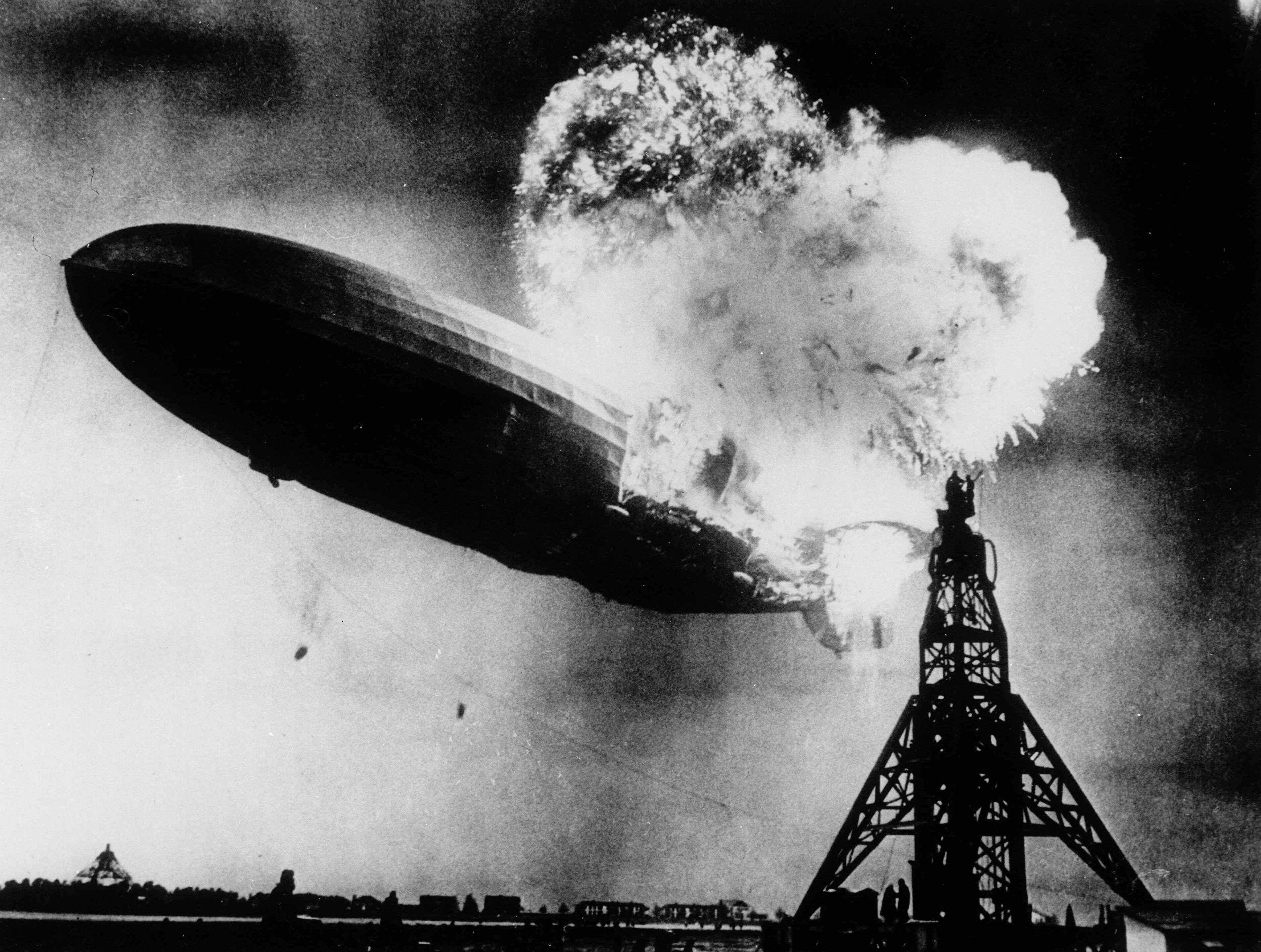
Accidente del dirigible Hindenburg LZ 129

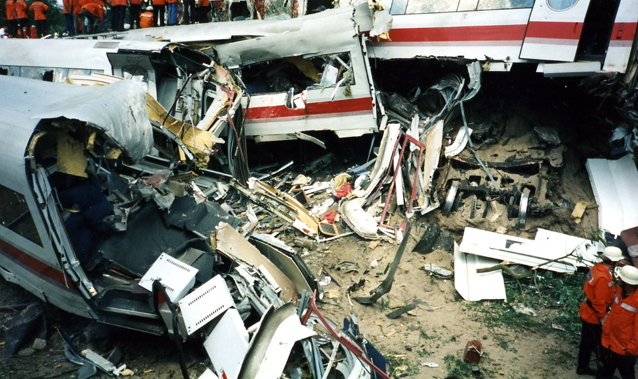
Descarrilamiento de Eschede

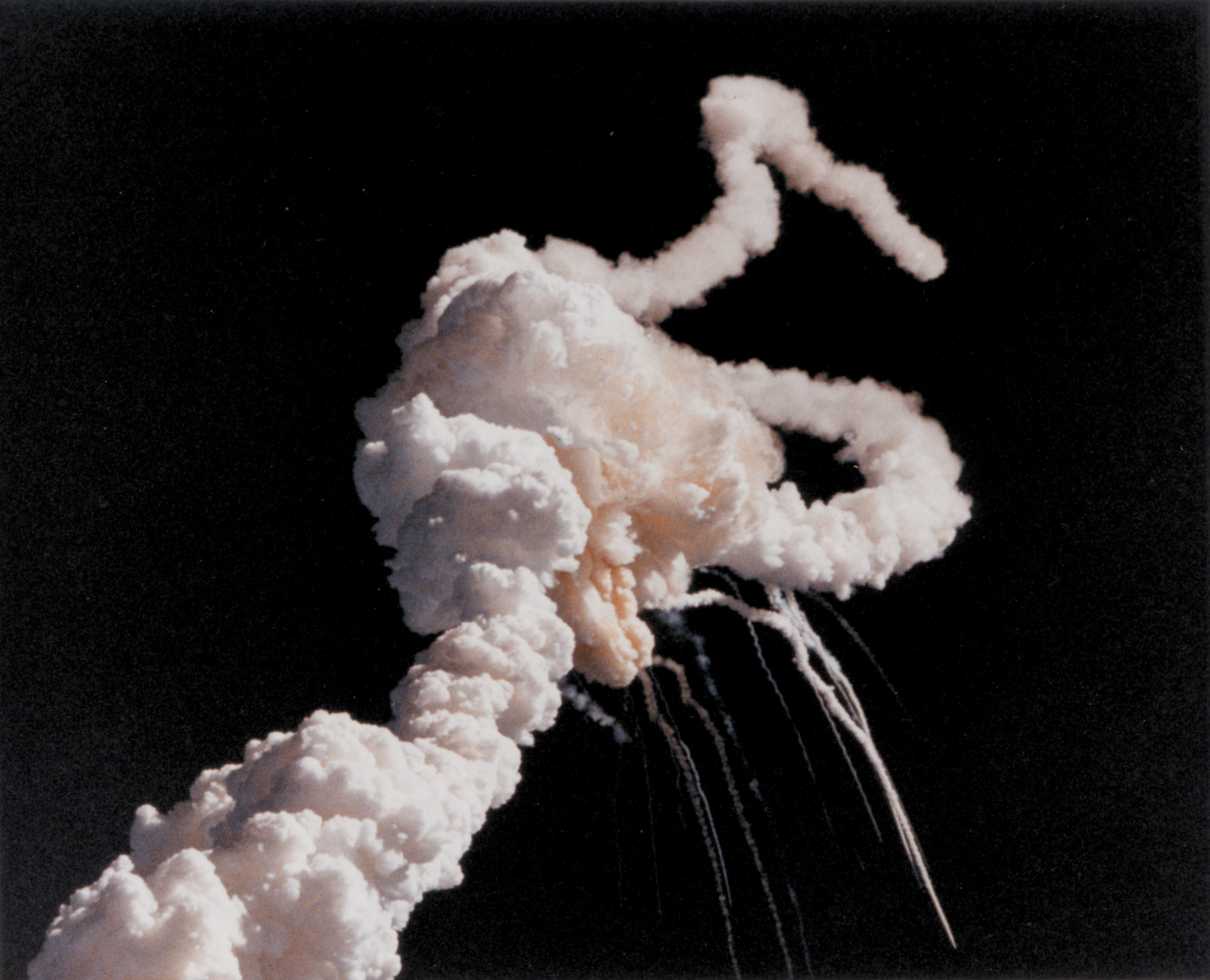
Accidente del transbordador espacial Challenger

Se define como accidente (del latín accĭdens, -entis), en otras palabras, un suceso no planeado y no deseado que provoca un daño, lesión u otra incidencia negativa sobre un objeto o sujeto. Para tomar esta definición, se debe entender que los daños se dividen en accidentales e intencionales (o dolosos y culposos)  (Robertson, 2015). El accidente es la consecuencia de una negligencia al tomar en cuenta los factores de riesgo o las posibles consecuencias de una acción tomada.
La amplitud de los términos de esta definición obliga a tener presente que los diferentes tipos de accidentes se hallan condicionados por múltiples fenómenos de carácter imprevisible e incontrolable. El sentido más común de la palabra hace referencia a acciones involuntarias que dañan a seres humanos. En este sentido, el grupo que genera mayor mortalidad es el de los accidente de tránsito.

## Causas básicas y causas inmediatas
La causa inmediata de un accidente puede ser la falta de equipo de protección, pero la causa básica puede ser que el equipo de protección no se utilice porque resulta incómodo.
Supongamos que a un tornero se le ha clavado una viruta en un ojo. Investigado el caso se comprueba que no llevaba puestas las gafas de seguridad. La causa inmediata es la ausencia de protección individual, pero la causa básica está por descubrirse y es fundamental investigar por qué no llevaba puestas las gafas. Podría ser por tratar de ganar tiempo, porque no estaba especificado que en aquel trabajo se utilizaran gafas (falta de normas de trabajo), porque las gafas fueran incómodas.

### Causas básicas
Las causas básicas pueden dividirse en factores personales y factores del trabajo.

#### Factores personales
Diversos accidentes son causados por factores personales, es decir, están ligados con el comportamiento humano. Estos factores pueden ser:
- Falta de conocimientos o capacitación. El personal no cuenta con los conocimientos necesarios para realizar su tarea de una manera segura o no conoce los riesgos presentes en ésta. Por ejemplo, la manipulación de residuos biológico infecciosos.
- Motivación. El individuo carece de motivación para desempeñar una actividad o la realiza con la motivación equivocada.
- Ahorrar tiempo. Se intenta ahorrar el mayor tiempo posible para terminar una labor. Esto lleva a cometer errores y comprometer la seguridad.
- Buscar la comodidad. Algunos elementos de seguridad resultan incómodos y las personas prefieren evitarlos para sentirse más cómodos. Por ejemplo, evitar el uso del cinturón de seguridad o el casco.
- Capacidades físicas y/o mentales. Las capacidades físicas y mentales del individuo deben ser óptimas para desempeñar una actividad de riesgo. Una persona con epilepsia debe evitar conducir vehículos pesados.

#### Factores de trabajo
Un lugar de trabajo debe proveer los elementos de seguridad para su personal. La gerencia o jefatura es responsable de garantizar su existencia y correcta ejecución. Cuando no es así, alguno de los siguientes factores pueden producir un accidente.
- Falta de información (capacitación).
- Falta de normas de trabajo o negligencia laboral.
- Diseño inadecuado de las máquinas y equipos.
- Desgaste de equipos y herramientas.
- Mantenimiento inadecuado a las máquinas y equipos.

### Causas inmediatas
Las principales podrían clasificarse como:
- Entorno laboral (condiciones del medio ambiente y del entorno del trabajo, equipos y herramientas, infraestructura, disposición del proceso productivo, incluyendo equipo de protección personal, entre otras).
- Personales (actos inseguros con o sin conocimiento de causa o efecto, ya sean propios o de otro individuo).
- Administrativos (falta o claridad de procedimientos, ausencia de normas, inspecciones deficientes o inexistentes, supervisiones inadecuadas o inconstantes, falta de historial y seguimiento de incidentes o accidentes anteriores y otros).

Donde el factor personal influye mayormente en la mayoría de veces en la causa raíz en cada incidente.
Los actos inseguros y condiciones inseguras pueden identificarse. Veamos algunos de los ejemplos más comunes:

#### Actos inseguros
- Realizar trabajos para los que no se está debidamente capacitado.
- Trabajar en condiciones inseguras o a velocidades excesivas.
- No dar aviso de las condiciones de peligro que se observen, o no estén señalizadas.
- No utilizar, o anular, los dispositivos de seguridad con que van equipadas las máquinas o instalaciones.
- Utilizar herramientas o equipos defectuosos o en mal estado.
- Reparar máquinas o instalaciones de forma provisional y no segura.
- Adoptar posturas incorrectas durante el trabajo, sobre todo cuando se manejan cargas a brazo.
- Usar ropa de trabajo inadecuada (con cinturones o partes colgantes o desgarradas, demasiado holgada, con manchas de grasa, etc.)
- Usar anillos, pulseras, collares, medallas, etc. cuando se trabaja con máquinas con elementos móviles (riesgo de atrapamiento).
- Utilizar cables, cadenas, cuerdas, eslingas y aparejos de elevación, en mal estado de conservación.
- Sobrepasar la capacidad de carga de los aparatos elevadores o de los vehículos industriales.
- Colocarse debajo de cargas suspendidas.
- Introducirse en fosos, cubas, cuevas, hoyos o espacios cerrados, sin tomar las debidas precauciones.
- Transportar personas en los carros o carretillas industriales.
- Levantar pesos excesivos (riesgo de hernia).
- No tomar las medidas necesarias al realizar una actividad de riesgo (en el trabajo, al conducir un vehículo, en casa, etc.)

#### Condiciones inseguras
- Falta de protecciones y resguardos en las máquinas e instalaciones.
- Protecciones y resguardos inadecuados.
- Falta de sistema de aviso, de alarma, o de llamada de atención.
- Falta de orden y limpieza en los lugares de trabajo.
- Escasez de espacio para trabajar y almacenar materiales.
- Almacenamiento incorrecto de materiales, apilamientos desordenados, bultos depositados en los pasillos, amontonamientos que obstruyen las salidas de emergencia, etc.
- Niveles de ruido excesivos.
- Iluminación inadecuada (falta o exceso de luz, lámparas que deslumbran).
- Falta de señalización de puntos o zonas de peligro.
- Existencia de materiales combustibles o inflamables cerca de fuentes de calor.
- Huecos, pozos, zanjas, sin proteger ni señalizar, que representan riesgo de caída.
- Pisos en mal estado; irregulares, resbaladizos, desconchados.

## Tipos de accidentes
Podemos clasificar los tipos de accidentes de manera generalizada de la siguiente manera:
- Accidentes personales

Es cualquier accidente que afecte directamente a un individuo provocando algún tipo de Daño.
- Accidentes materiales

El accidente afecta la integridad estructural de bienes materiales como casas, automóviles, celulares, computadoras, piezas de arte, artículos de colección, etc.
- Daños a terceros

El tipo de accidente que implica daños a terceros engloba los dos anteriores, pues es el daño producido a una persona y/o a sus pertenencias producto de las acciones no intencionales de otra persona.
Dentro de los cuales podemos englobar la siguiente clasificación:
- Accidentes en el hogar.: Intoxicaciones, quemaduras, torceduras, herida, etc.
- Accidentes en el trabajo: Quemaduras, congelamiento, inmersión, electrocución, etc.
- Accidentes de tránsito: Accidente de tránsito Choques, Accidente de tránsito atropellamientos, Accidente de tránsito volcaduras, bala perdida, etc.
- Accidentes en el campo: Caídas, ataque por animales, incendios, etc.
- Accidentes en la infancia: Los más frecuentes son las caídas, los producidos durante el transporte, las intoxicaciones y las quemaduras.[3]
- Accidentes en la escuela: Caídas, heridas.
- Accidentes en hospitales: Caídas, intoxicación.
- Accidentes por animales: Picaduras, heridas, lesiones, intoxicaciones.
- Accidentes por desastres naturales: Derrumbes, deslizamientos, muertes, perdida de hogares, etc.

## Modelos de accidentes y normas
Existen modelos de accidentes. Véase.

## Campaña "Si se puede prevenir, no es un accidente"
En los últimos años, ha surgido una campaña para cambiar la denominación de los accidentes de tráfico, indicando Si se puede prevenir, no es un accidente, aplicado principalmente en ámbitos legislativos. La misma busca asignar más responsabilidad del daño causado a los conductores y sus acciones, cambiando su denominación por Siniestro de tránsito. Esto se da porque en el conocimiento popular, la palabra accidente es relacionada con un hecho fortuito y como tal, se tiende a no culpar tanto al conductor y determinar la causa como dada por las condiciones externas.
Si bien el enfoque de esta campaña es válido, la definición dada no es congruente con la definición de accidente usada en otras ciencias como la Ingeniería o la Seguridad e Higiene. En éstas, el accidente es visto como consecuencia de una negligencia previa, y la responsabilidad está dada no por el hecho sucedido sino por no haber tomado en cuenta debidamente los factores de riesgo y no haber previsto el daño que los mismos podían causar.